# Kirschbaum (Stammbach)
Kirschbaum ist ein Gemeindeteil der Marktes Stammbach im Landkreis Hof (Oberfranken, Bayern). Kirschbaum liegt in der Gemarkung Straas.

## Geografie
Die Einöde liegt an einem Anliegerweg, der nach Abendhut (0,3 km südlich) bzw. zu einer Gemeindeverbindungsstraße führt (0,2 km nordöstlich), die westlich nach Stammbach zur Kreisstraße HO 21 bzw. östlich nach Oelschnitz verläuft.

## Geschichte
Das Anwesen wurde spätestens 1819 auf dem Gemeindegebiet von Straas errichtet. Es war ein Aussiedlerhof von Oelschnitz, der erst den Namen Kirschbaum erhielt. Am 1. Juli 1972 wurde Kirschbaum im Zuge der Gebietsreform in Bayern nach Stammbach eingemeindet.

### Einwohnerentwicklung
| Jahr      | 1819  | 1900   | 1925   | 1950   | 1961   | 1970   | 1987  |
| Einwohner | *     | 2      | 3      | 5      | 3      | 3      | 5     |
| Häuser    |       | 1      | 1      | 1      | 1      |        | 1     |
| Quelle    | [ 5 ] | [ 10 ] | [ 11 ] | [ 12 ] | [ 13 ] | [ 14 ] | [ 1 ] |

## Religion
Kirschbaum ist evangelisch-lutherisch geprägt und bis heute nach St. Maria (Stammbach) gepfarrt.